# والدن، انتاریو
والدن، انتاریو (به انگلیسی: Walden, Ontario) یک منطقهٔ مسکونی در کانادا است که در سادبری بزرگ واقع شده‌است. والدن ۱۰٬۶۶۴ نفر جمعیت دارد.